# Хомутовы
Хомутовы —  древние дворянские рода.
В Гербовник внесены три фамилии Хомутовых:
1. Потомство Григория Петровича Хомутова, записанного в дворянах (1611) (Герб. Часть VII. № 37).
2. Потомство Иуды Ивановича Хомутова, владевшего поместьем (1627) Сын его Мартин был (1679) стрелецким головою (Герб. Часть VIII. № 64).
3. Хомутовы, записанные в VI часть родословной книги Ярославской и Костромской губерний и ведет своё начало от Ивана Васильевича, владевшего (с 1670) поместьями в Ярославском уезде (Герб. Часть VII. № 117)[1].

## Происхождение и история рода
Род происходит, по преданию, от шотландца Томаса Гамильтона, выехавшего в Россию из Великобритании в (1542) вместе с малолетним сыном Петром, который потом состоял «на службе по Нову-Городу» и дочерью Евдокией (ум. 1672), впоследствии жена ближнего боярина, царской печати оберегателя Артамона Сергеевича Матвеева (1625-1682). Чтобы обрусить своих сыновей Мину и Ивана, он прозвал их Хамолтовыми, а сын первого — Алексей Минич стал писаться Хомутовым.  Мина Петрович был стольником (1686). Григорий Аполлонович (1750—1836), генерал-лейтенант и сенатор, имел сыновей Сергея (1792—1852), оставившего «Дневник свитского офицера 1813—1814 гг.», и Михаила (1795—1864) — русский генерал, наказной атаман Донского казачьего войска, и дочь Анну (1787—1858), писательницу.
Сын Сергея Григорьевича, Александр Сергеевич (1827—1890), участвовавший в проведении крестьянской и судебной реформ в Ярославском крае, оставил «Записки» (не изданы до сих пор) и напечатал «Отрывок из воспоминаний» об И. С. Аксакове, делая к ним свои разъяснения и исправляя некоторые неточности.

## Описание гербов

#### Герб. Часть VII. № 37.
Герб потомства Григория Петровича Хомутова: в щите, разделенном на четыре части, посредине находится малый щиток пурпурного цвета, в нём между тремя серебреными розами изображено золотое сердце, окруженное золотыми чертами. В первой и четвёртой частях в золотом поле поставлены по одному дубу натурального цвета с желудями. Во второй и третьей частях в голубом поле два льва, имеющие верхний в правой, а нижний в левой лапе булаву.
На щите дворянский коронованный шлем. Нашлемник: три страусовых пера. Намёт на щите голубой, подложенный золотом.

#### Герб. Часть VII. № 117.
Герб рода Хомутовых: в щите, имеющим красное поле, изображен серебряный двойной крест, имеющий на поверхности вид стрелы (польский герб Лис). Щит увенчан дворянским шлемом и короной. на которой видна лисица, в левую сторону обращенная. Намёт на щите красный, подложен серебром.

#### Герб. Часть VIII. № 64.
Герб потомства Иуды Ивановича Хомутова: в щите, разделенном на четыре части, посредине находится малый золотой щиток и в нем ездок, скачущий на белом коне в левую сторону, держащий в руке натянутый лук со стрелою. В первой и четвертой частях в серебряном поле из боков щита видна в латах рука со шпагой, выходящая из облака (изм. польский герб Малая Погоня). Во второй части, в красном поле, крестообразно положены два золотых пистолета. В третьей части, в голубом поле, между тремя шестиугольными серебряными звездами изображен золотой полумесяц рогами вверх. Щит увенчан дворянским шлемом и короной, на поверхности которой черный одноглавый орел, обращенный в правую сторону, имеющий в клюве лавровый венок. Намет на щите золотой и голубой, подложенный красным и золотом. Щитодержатели: два льва.

## Известные представители
- Хомутов Мочала Никитин — убит в 3-й Казанском походе Ивана Грозного (1552), его имя занесено в синодик московского Успенского Кремлёвского собора для вечного поминовения.[6].
- Хомутов Григорий Гаврилович — воевода в Гдове (1636-1637).
- Хомутов Герасим Минич — стольник царицы Евдокии Фёдоровны (1686), стольник царицы Натальи Кирилловны (1692), письменный голова в Тобольске (1693-1698)[7].
- Хомутов Максим Минич — стольник царицы Евдокии Фёдоровны (1692).
- Хомутов Алексей Минич — стольник царицы Евдокии Федоровны (1686), стольник царицы Натальи Кирилловны (1692).
- Хомутовы: Афанасий Васильевич, Василий Ерофеевич, Василий Нелюб, Кузьма Григорьевич, Ларион Наумович — московские дворяне (1666-1692).
- Хомутовы: Иван Васильевич, Иван Петрович, Мина Петрович — стольники (1686-1692)[8].